# Elecciones generales de España de octubre de 1836
Las elecciones generales de España de octubre de 1836 se celebraron el 2 de octubre para elegir la legislatura constituyente de las Cortes Generales bajo la Constitución de 1812 durante el Reinado de Isabel II.

## Antecedentes
Después del Motín de la Granja de San Ildefonso en el verano de 1836, la reina María Cristina había encomendado al progresista José María Calatrava la formación de gobierno. Este estaría controlado por al expresidente Juan Álvarez Mendizábal. El triunfo del movimiento progresista supuso la restitución de multitud de leyes de la época de las Cortes de Cádiz y del Trienio liberal sobre la abolición del régimen señorial, desamortización, propiedad agraria, etc. Por otro lado se abordó la reforma política convocando unas Cortes constituyentes de acuerdo al sistema establecido en la Constitución de 1812, más democrático que el Estatuto Real de 1834 vigente hasta ese momento.
El objetivo de esta convocatoria era redactar un texto constitucional (Constitución de 1837) que fuera más progresista que el Estatuto Real, pero más moderado que el de 1812. Por un lado se trataba de aceptar los principios generales de esta última constitución (soberanía nacional, derechos individuales, separación de poderes, etc.), combinándolos con algunos poderes de la Corona y el bicameralismo (una asamblea electa y otra de designación real). Además de ello, se aprobaron leyes contra la censura y se impulsó una legislación electoral que ampliaba el número de electores. La inmensa mayoría de electos estaban nominalmente afiliados al Partido Progresista, aunque la tendencia sería una política centrista. Los diputados cambiaban su posición en función de la temática a tratar. La mayor parte de líderes moderados como Francisco Javier de Istúriz habían partido hacia el exilio tras los sucesos revolucionarios del verano.

## Sistema electoral
Según el Real Decreto de 21 de agosto de 1836:

### Derecho a voto
Sufragio masculino universal: son electores «todos los ciudadanos varones, mayores de 21 años, avencidados y residentes en el territorio de la parroquia respectiva, entre los que se comprenden los eclesiásticos seculares».

### Elegibilidad
Ser ciudadano, varón, mayor de 25 años, vecino y residente en la parroquia, partido y provincia, del estado seglar o del eclesiástico secular, y tener «una renta anual proporcionada, procedente de bienes propios».

### Método de elección
Para la elección de los 242 diputados se utilizó el sistema de voto mayoritario en 48 circunscripciones con más de un diputado y una con uno solo. Mayoría absoluta en la parroquia, simple en el partido judicial y la provincia. El voto era secreto en el primer grado, igual, personal e indirecto en el cuatro grados.

## Resultados

### Congreso Constituyente
| Partido                                             | Partido             | Tendencia               | Escaños | %     | Votos | % |         | Diferencia |
| --------------------------------------------------- | ------------------- | ----------------------- | ------- | ----- | ----- | - | ------- | ---------- |
|                                                     | Independientes      | Centrismo               | 90      | 37%   | -     | - | 90/242  | 32         |
|                                                     | Partido Moderado    | Liberalismo doctrinario | 70      | 29%   | -     | - | 70/242  | 10         |
|                                                     | Partido Progresista | Liberalismo democrático | 30      | 12,5% | -     | - | 30/242  | 27         |
|                                                     | Otros               |                         | 52      | 21,5% | -     | - | 52/242  |            |
| Total                                               | Total               |                         | 242     | 100%  | -     | - | 242/242 |            |
| Fuente: Marichal (1980), p.135. Cálculo aproximado. |                     |                         |         |       |       |   |         |            |